# Achrik Cvejba
Achrik Sokratovič Cvejba (in russo Ахрик Сократович Цвейба?; in ucraino Ахрік Сократович Цвейба?, Achrik Sokratovyč Cvejba; Gudauta, 10 settembre 1966) è un ex calciatore russo che ha rappresentato, in ambito internazionale, Unione Sovietica, Ucraina e Russia.

## Carriera

### Club
Difensore centrale, durante la sua carriera, terminata nel 2002, ha giocato con numerose squadre di club, dividendo la sua carriera tra URSS, Ucraina, Cina, Giappone, Russia e Cipro.

### Nazionale
Cvejba è uno dei pochissimi calciatori ad aver rappresentato quattro Nazionali: quelle di URSS, CSI, Ucraina e Russia. Convocato da Lobanovski per il Mondiale di Italia '90, non gioca alcun incontro. Con Cvejba in campo in 33 incontri internazionali, le sue Nazionali hanno perso solo 5 volte: nel suo periodo al CSI gioca 7 incontri senza perderne alcuno (2 vittorie e 5 pari).

## Palmarès

### Club
- Kubok SSSR: 1

Dinamo Kiev: 1989-1990
- Campionato sovietico: 1

Dinamo Kiev: 1990

### Individuale
- Calciatore ucraino dell'anno: 1

1991